# Paolo Marcellini
Paolo Marcellini (Fabriano, 25 giugno 1947) è un matematico italiano, noto per i suoi contributi al calcolo delle variazioni e alle equazioni differenziali alle derivate parziali.
Dal 2002 al 2008 è stato stato Preside della Facoltà di Scienze matematiche, fisiche e naturali dell'Università degli Studi di Firenze. Dall'atto della sua costituzione nel 1990, per tre mandati è stato eletto Direttore del Dipartimento di Matematica "Ulisse Dini" dell'Università degli Studi di Firenze. Dal 2013 al 2017 è stato Presidente del Gruppo Nazionale per l'Analisi Matematica, la Probabilità e le loro Applicazioni (GNAMPA) dell'Istituto Nazionale di Alta Matematica (INdAM) a Roma.

## Biografia
Dopo il conseguimento della laurea in Matematica nel 1971 presso l'Università di Roma "La Sapienza" ha seguito un corso di perfezionamento presso la Scuola Normale Superiore di Pisa dal 1971 al 1973 sotto la guida di Ennio De Giorgi, un importante matematico italiano del XX secolo, che risolse il 19º problema di Hilbert.
Dal 1973 al 1981 è stato assistente e poi professore incaricato presso l'Università di Firenze, dal 1981 all'85 professore straordinario e poi ordinario presso l'Università di Napoli (Facoltà di Ingegneria) e l'Università di Roma Tor Vergata. Dal 1985 è stato professore ordinario di Analisi matematica presso l'Università di Firenze, dove ha svolto l'ufficio di Coordinatore del dottorato di ricerca in Matematica, di Direttore prima dell'Istituto di Matematica e poi, dall'atto della sua costituzione nel 1990, per tre mandati del dipartimento di matematica "Ulisse Dini". Dal 1999 al 2003 è stato membro del Comitato Direttivo dell'Istituto Nazionale di Alta Matematica (INdAM). Dal 1996 al 2008 è stato membro del consiglio d'amministrazione del Gabinetto Vieusseux. Dal novembre 2017 è professore emerito presso l'Università di Firenze.
Dal novembre 2002 e, per un secondo mandato, dal novembre 2005 fino all'ottobre 2008 è stato Preside della Facoltà di Scienze Matematiche, Fisiche e Naturali dell'Università degli Studi di Firenze. 
Dal febbraio 2010 è stato Presidente del Comitato Scientifico dell'Università dell'Età Libera organizzata dal Comune di Firenze. Dal 2007 è membro dell'Accademia toscana di scienze e lettere La Colombaria. Per vari mandati ha fatto parte del Consiglio Scientifico dell'Istituto Nazionale di Alta Matematica, INDAM, che è il maggiore istituto di ricerca della matematica italiana. Dal 2013 al 2017 è stato Presidente eletto del Gruppo Nazionale per l'Analisi Matematica, la Probabilità e le loro Applicazioni (GNAMPA).
Ha due figlie, Cecilia e Francesca; Francesca è professore associato di matematica presso l'Università di Brescia.

## Attività scientifica
Autore di libri a carattere didattico e scientifico e di numerosi articoli scientifici su riviste internazionali, è in particolare interessato al calcolo delle variazioni e allo studio delle equazioni alle derivate parziali del secondo ordine di tipo ellittico e di tipo parabolico.
Visiting professor presso varie Università e altre Istituzioni Scientifiche italiane e presso molte Istituzioni Scientifiche straniere.

## Riconoscimenti

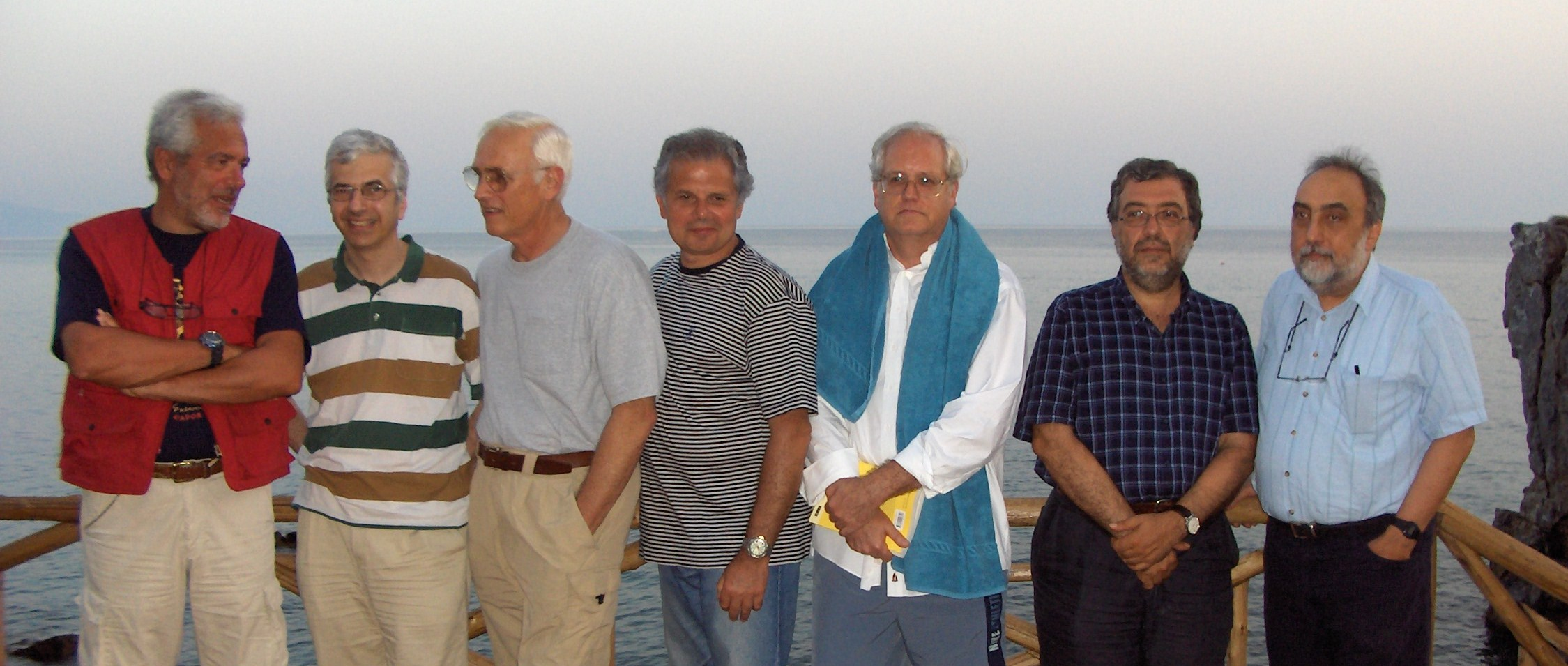
Paolo Marcellini (al centro) con alla sua destra Michael G. Crandall, Bernard Dacorogna e Fabio Rosso, alla sua sinistra Lawrence Craig Evans, Nicola Fusco e Giuseppe Modica

Nell'agosto 2023 Paolo Marcellini è stato insignito del riconoscimento del Premio "Ames JMAA 2022", assegnato ogni anno per il miglior articolo pubblicato sulla rivista negli ultimi tre anni. Il suo articolo “Growth conditions and regularity for weak solutions to nonlinear elliptic pdes”, Journal of Mathematical Analysis and Applications (JMAA), Volume 501 (2021), 124408, è stato scelto all'unanimità dal Comitato presieduto dal professor José Bonet Solves. Gli annuali JMAA Ames Awards onorano la memoria del Dr. William F. Ames, redattore capo del Journal of Mathematical Analysis and Applications nel periodo 1991-2006. Il premio consiste in un certificato di merito e un premio in denaro donati da Elsevier e dall'American Mathematical Society (AMS).
Marcellini fa parte del consiglio editoriale di alcune riviste internazionali, tra le quali Nonlinear Analysis: Real World Applications (NONRWA) e Advances in Nonlinear Analysis.
È uno degli esperti nei settori delle equazioni differenziali alle derivate parziali e del calcolo delle variazioni di maggiore impatto nella letteratura matematica internazionale: al novembre 2023 ha oltre 3600 citazioni sul database MathSciNet dell'American Mathematical Society e l'indice H pari a 35 secondo la banca dati Scopus e 46 in Google Scholar con 7600 citazioni.

## Pubblicazioni

### Articoli
Un breve elenco di articoli scientifici è il seguente:
- Marcellini, Paolo, Approximation of quasiconvex functions, and lower semicontinuity of multiple integrals, Manuscripta Mathematica, 51 (1985), 1–28.
- Marcellini, Paolo, On the definition and the lower semicontinuity of certain quasiconvex integrals, Annales de L'Institut Henri Poincaré. Analyse Non Linéaire, 3 (1986), 391-409.
- Marcellini Paolo; Sbordone, Carlo, Semicontinuity problems in the calculus of variations, Nonlinear Analysis, 4 (1980), 241-257.
- Marcellini, Paolo, Regularity of minimizers of integrals of the calculus of variations with nonstandard growth conditions, Archive for Rational Mechanics and Analysis, 105 (1989), 267–284.
- Marcellini, Paolo, Regularity and existence of solutions of elliptic equations with p,q-growth conditions, Journal of Differential Equations, 90 (1991).
- Dacorogna, Bernard; Marcellini, Paolo, General existence theorems for Hamilton-Jacobi equations in the scalar and vectorial cases, Acta Mathematica, 178 (1997), no. 1, 1–37.
- Fonseca, Irene; Fusco, Nicola; Marcellini, Paolo, On the total variation of the Jacobian, Journal of Functional Analysis, 207 (2004), no. 1, 1–32.
- Bögelein, Verena; Duzaar, Frank; Marcellini, Paolo, Parabolic Systems with p,q-Growth: A Variational Approach, Archive for Rational Mechanics and Analysis, 210 (2013), no. 1, 219–267.
- Bögelein, Verena; Duzaar, Frank; Marcellini, Paolo, Existence of evolutionary variational solutions via the calculus of variations, Journal of Differential Equations, 256 (2014), no. 12, 3912–3942.
- Bögelein, Verena; Dacorogna, Bernard; Duzaar, Frank; Marcellini, Paolo; Christoph, Scheven, Integral convexity and parabolic systems, SIAM Journal on Mathematical Analysis (SIMA), 52 (2020), 1489-1525.
- Marcellini, Paolo, Growth conditions and regularity for weak solutions to nonlinear elliptic pdes, Journal of Mathematical Analysis and Applications, 501 (2021), 124408. 2022_JMAA_Ames_Award.
- Cupini, Giovanni; Marcellini, Paolo; Mascolo, Elvira, Regularity for nonuniformly elliptic equations with p,q-growth and explicit x,u-dependence, Archive for Rational Mechanics and Analysis, 248 (2024), art. no. 60.

Tra i suoi coautori figurano matematici quali Luigi Ambrosio, Lucio Boccardo, Verena Bögelein, Bernard Dacorogna, Frank Duzaar, Irene Fonseca, Nicola Fusco, Carlo Sbordone, Luc Tartar.

### Testi didattici
- Implicit partial differential equations. Progress in Nonlinear Differential Equations and their Applications, 37. Birkhäuser Boston, Inc., Boston, MA, 1999. xiv+273 pp. (con Bernard Dacorogna) ISBN 0-8176-4121-1.
- Calculus of variations and nonlinear partial differential equations. Lectures (Ambrosio, Luigi; Caffarelli, Luis; Crandall, Michael G.; Evans, Lawrence C.; Fusco, Nicola) given at the C.I.M.E. Summer School held in Cetraro, June 27–July 2, 2005. Lecture Notes in Mathematics, 1927. Springer-Verlag, Berlin; Fondazione C.I.M.E., Florence, 2008. xii+196 pp. (con Bernard Dacorogna) ISBN 978-3-540-75913-3.
- Analisi Matematica Uno, Liguori Editore, Napoli, 1996 (con Carlo Sbordone), ISBN 978-88-207-2819-9.
- Lezioni di analisi matematica due, Zanichelli Editore, 2020 (con Nicola Fusco e Carlo Sbordone), Pagine: 576, ISBN 9788808520203.
- Mathematical Analysis, Functions of Several Real Variables and Applications, Springer, 2 gennaio 2023 (con Nicola Fusco e Carlo Sbordone), ISBN 978-3-031-04150-1.